# Hulk (serietidning)
Hulk eller Hulken är flera svenska serietidningar om superhjälten Hulken (skapad av Stan Lee och Jack Kirby) som givits ut med början 1974 och därefter av flera förlag fram till 2003. Serierna innehåller framför allt avsnitt ur den amerikanska Marveltidningen The Incredible Hulk. Han uppträdde första gången i Incredible Hulk #1 (maj 1962).

## Historia

### Amerikansk utgivning
Tidningen kom endast ut i sex nummer innan Marvel bestämde sig för att lägga ned den och istället satsa på en egen tidning med Spindelmannen. Stan Lee och Jack Kirby lät dock Hulk medverka genom olika inhopp i andra tidningar: Avengers och Tales to Astonish. 1968 fick Hulk åter en egen tidning, The Incredible Hulk.

### Svensk utgivning
1974 gav förlaget Red Clown AB ut två svenska nummer av Superotroligt fantastiske Hulk. 1980-1984 publicerades serietidningen Hulk av förlaget Atlantic förlags AB. Tidningen var vanligtvis 48 sidor lång, med enstaka nummer på 68 sidor. Avsnitten var förkortade svenska översättningar av äventyr ur tidningen The Incredible Hulk, stundom kombinerade med andra gästserier, såsom Sagor från Midgård (om Tor), Våghalsen och Hämnarna.
Därefter övertog Semic rättigheterna till Marvelserierna och fortsatte publiceringen under namnet Hulken 1984-1985. 1989 publicerades Hulk av Satellitförlaget. Dessutom förekom Hulk regelbundet i tidningen Marvels Universum och Mega Marvel mellan åren 1988 - 2003.

## Lista över nummer
Följande är en lista över de äventyr som publicerats på svenska, med hänvisning till de amerikanska originaläventyr som avsnitten bygger på. Många av avsnitten är förkortade, vilket bland annat märks på att flera avsnitt saknar titel. Det första numret med en ny titel (d.v.s. ett nytt förlag) har markerats med fetstil nedan.
| Svensk titel                                                                                      | Nummer            | Originaltitel                                                                                          | Ursprungligt nummer                |
| ------------------------------------------------------------------------------------------------- | ----------------- | --- | ---------------------------------- |
| Hulk möter Noshörningen - Samlarnummer                                                            | 1980:1            | ? |                                    |
| Döden lurar vid gränsen                                                                           | 1980:2            | Beyond the Border Lurks Death!                                                                         | 161                                |
| Vendigo - köttätaren / Order: Attack!                                                             | 1980:3            | The Spawn of the Flesh-Eater                                                                           | 162                                |
|                                                                                                   |                   | The Trackdown                                                                                          | 163                                |
| Hämnd!                                                                                            | 1980:4            | Revenge!                                                                                               | 171                                |
| Ödeläggaren!                                                                                      | 1980:4            | The Destroyer From the Dynamo                                                                          | 166                                |
| Uppdrag: Förgör Monstret!                                                                         | 1980:5            | To Destroy the Monster!                                                                                | 167                                |
| Olyckskorpen!                                                                                     | 1980:5            | The Hate of the Harpy!                                                                                 | 168                                |
|                                                                                                   |                   | Calamity In the Clouds!                                                                                | 169                                |
| Är det nån som minns Koboltmannen? / Domedagen - under däck!                                      | 1980:6            | Man-Brute In the Hidden Land!                                                                          | 175                                |
| Kris på Motjorden                                                                                 | 1980:7            | Crisis On Counter-Earth!                                                                               | 176                                |
| Den felande länken                                                                                | 1980:8            | Re-Enter: The Missing Link                                                                             | 179                                |
| ?                                                                                                 | 1980:9            | The Green-Skinned God!                                                                                 | 165                                |
| ?                                                                                                 | 1981:1            | None Are So Blind...!                                                                                  | 189                                |
| Mannen som kom nerför regnbågen!                                                                  | 1981:2            | The Man Who Came Down On a Rainbow!                                                                    | 190                                |
| Paddornas planet                                                                                  | 1981:2            | The Triumph of the Toad!                                                                               | 191                                |
| Mannens namn är Samson!                                                                           | 1981:2            | The Doctor's Name Is...Samson!                                                                         | 193                                |
| ?                                                                                                 | 1981:3            | The Abomination Proclamation!                                                                          | 196                                |
| ?                                                                                                 | 1981:4            | And SHIELD Shall Follow!                                                                               | 199                                |
| Hotet från Psyklop!                                                                               | 1981:5            | Assault of Psyklop!                                                                                    | 203                                |
| Överge mig inte!                                                                                  | 1981:6            | Do Not Forsake Me!                                                                                     | 205                                |
| Bärsärkagång!                                                                                     | 1981:6            | A Man-Brute Berserk!                                                                                   | 206                                |
| (obetitlad)                                                                                       | 1981:6            | Alone Against the Defenders!                                                                           | 207                                |
| Ett monster mitt ibland oss!                                                                      | 1981:7            | A Monster in Our Midst!                                                                                | 208                                |
| (obetitlad)                                                                                       | 1981:7            | The Absorbing Man Is Out for Blood!                                                                    | 209                                |
| Doktorn, alias Druiden!                                                                           | 1981:7            | And Call the Doctor...Druid!                                                                           | 210                                |
| (obetitlad)                                                                                       | 1981:7            | The Monster and the Mystic!                                                                            | 211                                |
| Alla behöver någon!                                                                               | 1981:8            | No Man Is an Island!                                                                                   | 219                                |
| (obetitlad)                                                                                       | 1981:8            | Fury at 5000 Fathoms!                                                                                  | 220                                |
| ...visa mej vägen hem...                                                                          | 1981:8            | Show Me the Way to Go Home                                                                             | 221                                |
| Hungrige Billy                                                                                    | 1981:9            | Feeding Billy                                                                                          | 222                                |
| (obetitlad)                                                                                       | 1981:9            | The Curing of Dr. Banner!                                                                              | 223                                |
| Nu ser det mörkt ut för rubbet!                                                                   | 1981:9            | Follow the Leader!                                                                                     | 224                                |
| ?                                                                                                 | 1981:10           | Is There Hulk After Death?                                                                             | 225                                |
| ?                                                                                                 | 1981:11           | Bad Moon on the Rise!                                                                                  | 228                                |
| ?                                                                                                 | 1981:11           | The Moonstone Is a Harsh Mistress!                                                                     | 229                                |
| Preludium                                                                                         | 1981:12           | Prelude!                                                                                               | 231                                |
| Utfall mot Alcatraz                                                                               | 1981:12           | Assault On Alcatraz!                                                                                   | Captain America nr 230             |
| (obetitlad)                                                                                       | 1981:12           | The Battle Below                                                                                       | 232                                |
| Mot buktens botten!                                                                               | 1981:12           | ...At the Bottom of the Bay!                                                                           | 233                                |
| Hulk bland hippies                                                                                | 1982:1            | Battleground: Berkeley!                                                                                | 234                                |
| Monster & Maskin                                                                                  | 1982:1            | The Monster and the Machine                                                                            | 235                                |
| Döda eller dödas!                                                                                 | 1982:1            | Kill Or Be Killed!                                                                                     | 236                                |
| När en stad dör...                                                                                | 1982:2            | When a City Dies!                                                                                      | 237                                |
| Efter harmagedon!                                                                                 | 1982:2            | Post Hulk... Post Holocaust                                                                            | 238                                |
| Allt som glittrar...                                                                              | 1982:2            | All That Glitters...                                                                                   | 239                                |
| Dags för Eldorado!                                                                                | 1982:2            | ...And Now El Dorado                                                                                   | 240                                |
| Tre mot en                                                                                        | 1982:3            | Partners in Deception!                                                                                 | 241                                |
| (obetitlad)                                                                                       | 1982:3            | "Sic Semper Tyrannus!"                                                                                 | 242                                |
| Döden och ödet                                                                                    | 1982:3            | Death—and Destiny!                                                                                     | 243                                |
| När Hulk går bärsärkagång                                                                         | 1982:4            | When the Hulk Comes Raging!                                                                            | 245                                |
| Hulk & Hjälten                                                                                    | 1982:4            | The Hero and the Hulk!                                                                                 | 246                                |
| Jarellas värld                                                                                    | 1982:4            | Jarella's World                                                                                        | 247                                |
| Dödligt paradis                                                                                   | 1982:5            | How Green My Garden Grows!                                                                             | 248                                |
| Monstret (Kapitel 1) Kapitel 2 (obetitlad) "Kraften" (Kapitel 4)                                  | 1982:5            | The Monster! (Chapter 1) The Exile! (Chapter 2) The Quest! (Chapter 3) The Power (Chapter 4)           | 250                                |
| Frostbitna själar                                                                                 | 1982:6            | Jack Frost Nipping At Your Soul!                                                                       | 249                                |
| Vad hände 3-D-mannen?                                                                             | 1982:6            | Whatever Happened to the 3-D Man?                                                                      | 251                                |
| Animalerna                                                                                        | 1982:6            | The Changelings!                                                                                       | 252                                |
| Animalerna - Del 2...                                                                             | 1982:7            | The Changelings—Part II!                                                                               | 253                                |
| I väntan på Fanatiska Fyran                                                                       | 1982:7            | Waiting For the U-Foes!                                                                                | 254                                |
| Dunder under stadens grunder                                                                      | 1982:7            | Thunder Under the East River!                                                                          | 255                                |
| Det förlovade landet                                                                              | 1982:8            | Power In the Promised Land                                                                             | 256                                |
| Jakten på Hulk!                                                                                   | 1982:8            | To Hunt the Hulk!                                                                                      | 258                                |
| Familjen som dör tillsammans!                                                                     | 1982:9            | The Family That Dies Together...!                                                                      | 259                                |
| En sann samuraj                                                                                   | 1982:9            | Sunset of a Samurai!                                                                                   | 260                                |
| Möte på Påskön                                                                                    | 1982:10           | Encounter on Easter Island!                                                                            | 261                                |
| Man ska inte kasta Hulk om man sitter i glashus!                                                  | 1982:10           | People In Glass Houses Shouldn't Hurt Hulks!                                                           | 262                                |
| Hittebarn!                                                                                        | 1982:10           | Foundling!                                                                                             | 262                                |
| Jorden skakar och himlen rasar ner                                                                | 1982:11           | I Feel the Earth Move Under My Feet, and the Sky Come Tumbling Down!                                   | 263                                |
| Han som flyger om natten                                                                          | 1982:11           | He Flies By Night!                                                                                     | 264                                |
| Guden Tor: Sigurds hemlighet                                                                      | 1982:11           | The Secret of Sigurd                                                                                   | Journey Into Mystery, nummer 111   |
| Man får inte alltid vad man vill, men ibland får man vad man behöver                              | 1982:12           | You Can't Always Get What You Want, But If You Try Sometime You Just Might Find You Get What You Need! | 265                                |
| In i urtiden.                                                                                     | 1982:12           | Devolution!                                                                                            | 266                                |
| Sagor från Midgård: De gyllene äpplena                                                            | 1982:12           | The Golden Apples of Iduna                                                                             | ur Thor Annual 11                  |
| What a day for a daydream!                                                                        | 1983:1            | What a Day For a Daydream!                                                                             | 267                                |
| Och vinden kallas... Pariah!                                                                      | 1983:1            | And They Called the Wind Pariah!                                                                       | 268                                |
| Sagor från Midgård: En orm finns ibland oss!                                                      | 1983:1            | Tales of Asgard - A Viper in Our Midst                                                                 | ur Journey into Mystery, Vol 1 115 |
| Hulkjägarna!                                                                                      | 1983:2            | Enter: The Hulk-Hunters!                                                                               | 269                                |
| Katastrofen i rymden                                                                              | 1983:2            | The Goliath, the Gargoyle, and the Galaxy Master                                                       | 270                                |
| Det var en gång en fjärran stjärna där det bodde ett märkligt folk. En av dem var... Raket-Rocky! | 1983:2            | Now Somewhere In the Black Holes of Sirius Major There Lived a Young Boy Named Rocket Raccoon          | 271                                |
| (obetitlad)                                                                                       | 1983:3            | Weirdsong of the Wen-Di-Go!                                                                            | 272                                |
| En gång Hulk, alltid Hulk!                                                                        | 1983:3            | Once a Hulk, Always a Hulk                                                                             | 273                                |
| Våghalsen: Bullseye                                                                               | 1983:3            | The Concrete Jungle                                                                                    | Daredevil, Vol 1 142               |
| (obetitlad)                                                                                       | 1983:4            | Once a Hulk, Always a Hulk                                                                             | 273                                |
| Hjärtlös hemväg                                                                                   | 1983:4            | Home the Hard Way!                                                                                     | 274                                |
| Våghalsen                                                                                         | 1983:4            | "Hyde and Go Seek", Sayeth the Cobra!                                                                  | Daredevil, Vol 1 143               |
| Megalith!                                                                                         | 1983:5            | When Somebody's That Big, You Just Gotta Call Him... Megalith!                                         | 275                                |
| Fanatiska fyran är tillbaka!                                                                      | 1983:5            | The Return of the U-Foes!                                                                              | 276                                |
| Våghalsen: Tjuren - Människans bästa vän...?                                                      | 1983:5            | Man-Bull Means Mayhem                                                                                  | Daredevil, Vol 1 144               |
| I nöden prövas vännen                                                                             | 1983:6            | What Friends Are For                                                                                   | 277                                |
| Våghalsen: Faran rider i bitter vind!                                                             | 1983:6            | Danger Rides the Bitter Wind!                                                                          | Daredevil, Vol 1 145               |
| Anfall från alla håll                                                                             | 1983:7            | And Six Shall Crush the Hulk                                                                           | The Incredible Hulk Annual, 5      |
| Samurajen kommer                                                                                  | 1983:7            | The Samurai Destroyer                                                                                  | Fantastic Four, vol 1 226          |
| Allas Big Bängt & Den Otrolige Holk                                                               | 1983:7            | The Ever-Lovin' Thung vs. The Inedible Bulk                                                            | Not Brand Echh, 5                  |
| Varning för Bikupan!                                                                              | 1983:8            | Beware the Beehive!                                                                                    | The Incredible Hulk Annual, 6      |
| Våghalsen: Till minnet av en boxare!                                                              | 1983:8            | Requiem for a Pug!                                                                                     | Daredevil, vol 1, 162              |
| Jakt och slakt                                                                                    | 1983:9            | The Evil That Is Cast...                                                                               | The Incredible Hulk Annual, 7      |
| Våghalsen: I blindo                                                                               | 1983:9            | Blind Alley                                                                                            | Daredevil, vol 1, 163              |
| Sasquatch!                                                                                        | 1983:10           | Sasquatch!                                                                                             | The Incredible Hulk Annual, 8      |
| Våghalsen: Exposé                                                                                 | 1983:10           | Exposé                                                                                                 | Daredevil, vol 1, 164              |
| Rarrrarghh                                                                                        | 1983:11           | Rarrrarghh (or Nothing Stops the Hulk)                                                                 | The Incredible Hulk Annual, 10     |
| Våghalsen: Varning för dr Octopus                                                                 | 1983:11           | Arms of the Octopus                                                                                    | Daredevil, vol 1, 165              |
| Amnesti..!                                                                                        | 1983:12           | Amnesty!                                                                                               | 278                                |
| Godkännandet                                                                                      | 1983:12           | Acceptance                                                                                             | 279                                |
| Våghalsen: Tills döden skiljer oss åt.                                                            | 1983:12           | Till Death Do Us Part!                                                                                 | Daredevil, vol 1, 166              |
| Ensam i en folkhop!                                                                               | 1984:1 (Atlantic) | Alone in a Crowd                                                                                       | 280                                |
| Våghalsen: Förbjuden mark                                                                         | 1984:1 (Atlantic) | Where Angels Fear to Tread                                                                             | Daredevil, vol 1, 177              |
| Audition!                                                                                         | 1984:2 (Atlantic) | Audition                                                                                               | 281                                |
| Arsenal!                                                                                          | 1984:2 (Atlantic) | Again, Arsenal                                                                                         | 282                                |
| Våghalsen: Konfetti!                                                                              | 1984:2 (Atlantic) | Paper Chase                                                                                            | Daredevil, vol 1, 178              |
| Den lede ledaren!                                                                                 | 1984:3 (Atlantic) | Follow the Leader                                                                                      | 283                                |
| Våghalsen: Fastnaglad                                                                             | 1984:3 (Atlantic) | Spiked!                                                                                                | Daredevil, vol 1, 179              |
| Vilse i tiden!                                                                                    | 1984:4            | Time-lost                                                                                              | 284                                |
| Våghalsen: De förbannade                                                                          | 1984:4            | The Damned                                                                                             | Daredevil, vol 1, 180              |
| Första dagen av resten av mitt liv!                                                               | 1984:5            | Today Is the First Day of the Rest of My Life                                                          | 285                                |
| Våghalsen: Sista given                                                                            | 1984:5            | Last Hand                                                                                              | Daredevil, vol 1, 181              |
| Hjälten                                                                                           | 1984:6            | Hero                                                                                                   | 286                                |
| Våghalsen: Hon lever                                                                              | 1984:6            | She's Alive                                                                                            | Daredevil, vol 1, 182              |
| Lösa trådar                                                                                       | 1984:7            | Loose Ends                                                                                             | 287                                |
| Ett svårt fall av feghet                                                                          | 1984:7            | Anyone Out There Know How to Cure a Case of Yellow Fever?                                              | 288                                |
| Våghalsen: Barnlek                                                                                | 1984:7            | Child's Play                                                                                           | Daredevil, vol 1, 183              |
| Sikta mot toppen!                                                                                 | 1984:8            | A.I.M. For the Top!                                                                                    | 289                                |
| Våghalsen: Goda gossar går i rött!                                                                | 1984:8            | Good Guys Wear Red!                                                                                    | Daredevil, vol 1, 184              |
| Ohelig allians                                                                                    | 1984:9            | Unholy Alliance                                                                                        | 290                                |
| Gamla soldater dör inte ...                                                                       | 1984:9            | Old Soldiers Never Die                                                                                 | 291                                |
| Drakens natt!                                                                                     | 1984:9            | Dragon-Night!                                                                                          | 292                                |
| Skulden är din!                                                                                   | 1984:X            | Assassin!                                                                                              | 293                                |
| Våghalsen: Mod                                                                                    | 1984:X            | Guts                                                                                                   | Daredevil, vol 1, 185              |
| Kryptiska krafter                                                                                 | 1984:X            | With Friends Like These...                                                                             | Marvel Fanfare, vol 1, 7           |
| ?                                                                                                 | 1984:1 (Semic)    | A Refuge Divided                                                                                       | The Incredible Hulk Special, 1     |
| I morgon ska solen dö!                                                                            | 1984:2 (Semic)    | But Tomorrow the Sun Shall Die!                                                                        | 148                                |
| Kapten Amerika: Vrålarna... tillsammans igen!                                                     | 1984:2 (Semic)    | Cap and the Howlers... 'TOGETHER AGAIN!                                                                | Captain America, vol 1, 273        |
| ?                                                                                                 | 1984:3 (Semic)    | ...And Who Shall Claim This Earth His Own? The Inheritor                                               | 149                                |
| Chock, Hulkens överman?                                                                           | 1985:1            | Cry Hulk, Cry Havok!                                                                                   | 150                                |
| Den oövervinnerlige Järnmannen: Hämnden är ljuv!                                                  | 1985:1            | The Back-Getters!                                                                                      | Iron Man, vol 1, 155               |
| Monstrens gigantiska kamp!                                                                        | 1985:2            | When Monsters Meet!                                                                                    | 151                                |
| Den oövervinnerlige Järnmannen: Järnmannen mot Diablo!                                            | 1985:2            | When Strikes Diablo!                                                                                   | Iron Man, vol 1, 159               |
| Ned med Hulken!                                                                                   | 1985:3            | But Who Will Judge the Hulk?                                                                           | 152                                |
| Spindelmannen och Stingo: När det hettar till... Ta det kallt!                                    | 1985:3            | Some Say Spidey Will Die by Fire... Some Say by Ice!                                                   | Marvel Team-Up, vol 1, 59          |
| Domedagen!                                                                                        | 1985:4            | The World, My Jury!                                                                                    | 153                                |
| Getingen och Spindelmannen: På liv och död!                                                       | 1985:4            | A Matter of Love... and Death!                                                                         | Marvel Team-Up, vol 1, 60          |
| Berättelsen om Stingo                                                                             | 1985:4            | Testing...1...2...3!                                                                                   | Avengers, vol 1, 227               |
| Välkommen hem, Hulken!                                                                            | 1985:4            | Heaven Is a Very Small Place!                                                                          | 147                                |
| ...en Hulk mer eller mindre!                                                                      | 1985:5            | Hell Is a Very Small Hulk!                                                                             | 154                                |
| De mäktiga Hämnarna: Med döden i hälarna!                                                         | 1985:5            | Interlude                                                                                              | Avengers, vol 1, 194               |
| Hulken skapas                                                                                     | 1985:5            | The Coming of the Hulk                                                                                 | 1 (del 1)                          |
| Blitzkrieg 1985                                                                                   | 1985:6            | Destination: Nightmare!                                                                                | 155                                |
| De mäktiga Hämnarna: Myrinvasionen!                                                               | 1985:6            | Assault on a Mind Cage!                                                                                | Avengers, vol 1, 195               |
| Hulken slår till! (del 2) Jakten på Hulken! (del 3)                                               | 1985:6            | The Hulk Strikes! The Search for the Hulk                                                              | 1 (del 2 och 3)                    |
| Hulken mot Hulken!                                                                                | 1985:7            | Holocaust At the Heart of the Atom!                                                                    | 156                                |
| De mäktiga Hämnarna: "Välkommen i gänget, Jocasta!"                                               | 1985:7            | The Terrible Toll of the Taskmaster                                                                    | Avengers, vol 1, 196               |
| Grotesko (del 4) Hulken slår till! (del 5)                                                        | 1985:7            | Enter...the Gargoyle! The Hulk Triumphant!                                                             | 1 (del 4 och 5)                    |
| Kapten Omen                                                                                       | 1985:8            | The Phantom from 5,000 Fathoms!                                                                        | 164                                |
| Spindelmannen och Thor: En svarthjärtad häxa                                                      | 1985:8            | Dichotomies                                                                                            | Marvel Team-Up, vol 1, 115         |
| Vision!                                                                                           | 1985:8            | Night Vision!                                                                                          | Avengers, Annual 6                 |
| Döden vilar aldrig!                                                                               | 1987:5            | A Terrible Thing to Waste...                                                                           | Marvel Fanfare, 29                 |
| Captain America: Gisslan                                                                          | 1987:5            | ? | Marvel Fanfare, 29                 |
| Bästa vänner!                                                                                     | 1987:5            | With Friends Like These...                                                                             | Marvel Fanfare, vol 1, 7           |
| ?                                                                                                 | 1987:9            | |                                    |
| Köttets svaghet                                                                                   | 1989:1            | The Weakness of the Flesh                                                                              | The Incredible Hulk Annual, 14     |
| Fantastiska Fyran: Synkronism                                                                     | 1989:1            | Synchronicity                                                                                          | Marvel Fanfare, 37                 |
| Botemedel för Dr Banner                                                                           | 1989:2            | The Curing of Dr. Banner!                                                                              | 223                                |
| Följ Ledaren!                                                                                     | 1989:2            | Follow the Leader!                                                                                     | 224                                |
| Finns det en Hulk efter döden?                                                                    | 1989:2            | Is There Hulk After Death?                                                                             | 225                                |
| (obetitlad)                                                                                       | 1989:3            | Is There Hulk After Death?                                                                             | 225                                |
| Monster på skolgården                                                                             | 1989:3            | Big Monster on Campus!                                                                                 | 226                                |
| Analys av monstret                                                                                | 1989:3            | The Monster's Analyst                                                                                  | 227                                |
| En mörk måne!                                                                                     | 1989:4            | Bad Moon on the Rise!                                                                                  | 228                                |
| Hulk fångar en måne!                                                                              | 1989:4            | The Moonstone Is a Harsh Mistress!                                                                     | 229                                |
| Förspel!                                                                                          | 1989:4            | Prelude                                                                                                | 231                                |
| ?                                                                                                 | 1989:5            | Assault On Alcatraz!                                                                                   | Captain America nr 230             |
| Ni undrar säkert varför jag kallat hit er idag...                                                 | 1990:4            | You're Probably Wondering Why I Called You Here Today                                                  | 317                                |
| (obetitlad)                                                                                       | 1990:4            | Baptism of Fire                                                                                        | 318                                |
| Bröllops-besvär                                                                                   | 1990:4            | Member of the Wedding                                                                                  | 319                                |
| En gång Hulk, alltid Hulk!                                                                        | 1990:4            | The More Things Change                                                                                 | 324                                |
| Den nye Hulk                                                                                      | 1990:4            | The New Hulk!                                                                                          | 325                                |
| Ökenhetta                                                                                         | 1990:8            | Desert Heat                                                                                            | 326                                |
| Som andra ser oss                                                                                 | 1990:8            | As Others See Us!                                                                                      | 327                                |
| Flyktig måne                                                                                      | 1990:8            | Inconstant Moon                                                                                        | 331                                |
| En dans med djävulen                                                                              | 1990:8            | Dance With the Devil!                                                                                  | 332                                |
| Ett lyckligt liv                                                                                  | 1990:12           | Quality of Life                                                                                        | 333                                |
| Grava bekymmer                                                                                    | 1990:12           | Grave Circumstances                                                                                    | 334                                |
| X-tremt!!                                                                                         | 1990:12           | X-Tremes!                                                                                              | 336                                |
| Vägskäl                                                                                           | 1990:12           | Crossroads                                                                                             | 337                                |
| ?                                                                                                 | 1991:7            | Vicious Circle                                                                                         | 340                                |
| ?                                                                                                 | 1991:7            | The Savage Bull Doth Bear the Yoke                                                                     | 341                                |
| ?                                                                                                 | 1992:2            | ? | ?                                  |
| ?                                                                                                 | 1996:1            | ? | ?                                  |
| ?                                                                                                 | 1996:4            | ? | ?                                  |
| ?                                                                                                 | 1997:1            | ? | ?                                  |
| ?                                                                                                 | 2003:1            | |                                    |
| ?                                                                                                 | 2004:2            | ? | ?                                  |

### Seriealbum
I slutet av 1970-talet gav Atlantic Förlag ut seriealbum om Hulken (innan deras serietidning med Hulken som huvudperson kom ut) i samarbete med det tyska förlaget Condor Verlag. De fortsatte att göra det fram till de förlorade utgivningsrättigheterna.
| Svensk titel                                            | Nummer    | Originaltitel                                         | Ursprungligt nummer                  |
| ------------------------------------------------------- | --------- | ----------------------------------------------------- | ------------------------------------ |
| Ett delat gömställe                                     | 1 (1979)  | A Refuge Divided!                                     | Incredible Hulk Special, vol 1, nr 1 |
| Top Secret!                                             | 2 (1979)  | The Top Secret                                        | Hulk, nr 15                          |
| Månförmörkelsen                                         | 2 (1979)  | An Eclipse, Waxing                                    | Hulk, nr 15                          |
| Skynda er! Kom hit och titta på: Pojken som skrek Hulk! | 3 (1980)  |                                                       | Hulk, nr 11                          |
| Hotfull gryning                                         | 4 (1981)  | Thunder of Dawn                                       | Hulk, nr 10                          |
| Rymlingen                                               | 4 (1981)  | The Runaway and the Rescuer!                          | Hulk, nr 10                          |
| Den gåtfulla kupolen                                    | 5 (?)     | Beware the Beehive!                                   | The Incredible Hulk Annual, nr 6     |
| Cirkusvagnen                                            | 5 (?)     | The Circus of Lost Souls!                             | 217                                  |
| Hulk och Ka-Zar                                         | 6 (1982)  | Ka-Zar is King!                                       | Marvel Team-Up, vol 1, nr 104        |
| Hulk möter Kraftmannen och Järnnäven: En smula hat      | 6 (1982)  | A Small Circle of Hate!                               | Marvel Team-Up, vol 1, nr 105        |
| (obetitlad)                                             | 6 (1982)  | Wolves in Designer's Clothing                         | Marvel Team-Up, vol 1, nr 105        |
| Hatets färg                                             | 7 (1982)  | The Color of Hate!                                    | Hulk!, vol 1, nr 12                  |
| Giganten och terroristerna                              | 7 (1982)  | Season of Terror                                      | Hulk!, vol 1, nr 13                  |
| Master mind                                             | 8 (1983)  | Master Mind                                           | Hulk!, vol 1, nr 13                  |
| Han är ett... monster!                                  | 8 (1983)  | It's a Monster!                                       | Hulk!, vol 1, nr 13                  |
| Tänk om Rick Jones blivit Hulken                        | 9 (1982)  | What If Rick Jones Had Become the Hulk?               | What If?, vol 1, nr 12               |
| Sagor från Asgård: Trollkarlens öga                     | 9 (1982)  | Tales of Asgard: The Warlock's Eye!                   | Thor, vol 1, nr 131                  |
| Tänk om Hulk alltid hade Bruce Banners hjärna           | 10 ()     | What If the Hulk Had Always Had Bruce Banner's Brain? | What If?, nr 2                       |
| Sanningens ögonblick!                                   | 10 ()     | The Reason Why!                                       | Thor, vol 1, nr 147                  |
| Svarta Blixten                                          | 10 ()     | And Finally...Black Bolt!                             | Thor, vol 1, nr 148                  |
| ?                                                       | 11 (?)    | ?                                                     | ?                                    |
| Bermuda Triangelns hemlighet                            | 12 (1984) | The Failure of Hydropolis Ghoul of My Dreams          | Hulk!, nr 2                          |